# Amministrazione autonoma turco-cipriota
L'amministrazione autonoma turco-cipriota (in turco Otonom Kıbrıs Türk Yönetimi) era il nome di un'amministrazione de facto istituita dai turco-ciprioti nell'attuale Cipro del Nord subito dopo l'invasione turca di Cipro nel 1974.

## Politica
Il primo "comitato esecutivo" dell'amministrazione si insediò il 26 agosto 1974, ma l'amministrazione venne ufficialmente istituita il 1º ottobre 1974. La decisione di fondarla fu resa "necessaria per il riflesso politico del massiccio cambiamento sociale nell'isola". Il comitato esecutivo fu sostituito dal primo governo turco-cipriota l'8 ottobre 1974. L'amministrazione mantenne Cipro del Nord sotto lo stato di emergenza fino al 20 dicembre 1974.
L'amministrazione era nominalmente autonoma sotto la Repubblica di Cipro, con la costituzione repubblicana in vigore. Il presidente, Rauf Denktaş, era chiamato "Vicepresidente e presidente dell'amministrazione autonoma turco-cipriota", con riferimento alla carica di vicepresidente riservata ai turco-ciprioti nella repubblica. Anche i membri del parlamento mantennero le loro precedenti posizioni, rappresentando i distretti come Paphos, che si trovano attualmente al sud.
Entro tre mesi dalla sua istituzione, l'amministrazione creò quattro nuovi ministeri per soddisfare le richieste. Questi erano: il Ministero dell'Energia, il Ministero della Pianificazione e del Coordinamento, il Ministero dei Rifugiati e della Riabilitazione e il Ministero del Turismo.
Secondo Andrew Borowiec, l'immediato funzionamento dell'amministrazione fu ostacolato dall'ingente presenza militare sul suo territorio. Il 30 agosto, quando l'amministrazione era stata appena ufficiosamente istituita, secondo quanto riportato ci sarebbero stati 17 posti di blocco tra Famagosta e Nicosia.

## Economia
Il ministro del Lavoro e dei Lavori Sociali dell'amministrazione era İsmet Kotak. L'amministrazione riorganizzò la dogana del porto di Famagosta riaprendolo il 6 settembre 1974. Inizialmente, fu utilizzata la lira cipriota come valuta, ma i legami recisi con la banca centrale cipriota e le conseguenti difficoltà monetarie spinsero l'amministrazione a passare alla lira turca. L'aeroporto Internazionale di Ercan, allora chiamato Aeroporto di Tymbou, fu aperto ai voli charter e furono esportate circa 75.000 tonnellate di agrumi coltivati nel territorio. Furono fatti sforzi per riaprire gli stabilimenti turistici chiusi, e nove hotel vennero riaperti fino al novembre 1974. Con l'aiuto della Turkish Airlines, venne fondata la Cyprus Turkish Airlines che iniziò i voli per la Turchia nel gennaio 1975.
L'amministrazione ricevette un grande aiuto economico e amministrativo dalla Turchia, che gestiva programmi di sviluppo guidati dall'ambasciatore Ziya Müezzinoğlu e addestrava ufficiali turco-ciprioti. Nell'ambito di questi programmi, la Banca Ziraat di Turchia funzionò come banca centrale sotto l'amministrazione. I collegamenti di Cipro del Nord furono stabiliti attraverso la Turchia, comprese le linee postali e telefoniche, e venne creato un nuovo sistema postale, con gli ufficiali formati dalle loro controparti turche. Le fattorie e il bestiame lasciati dai greco-ciprioti furono "integrati" nell'economia. Furono istituite due fattorie statali, una a Famagosta e l'altra a Morphou. Più di 100 stabilimenti del territorio vennero incorporati in una società a partecipazione pubblica.

## Società
L'amministrazione permise al personale militare turco che partecipò all'invasione di ottenere la cittadinanza turco-cipriota e di stabilirsi a Cipro del Nord. Il reinsediamento dei turco-ciprioti sfollati dal sud venne supervisionato.
Secondo quanto scritto da Andrew Borowiec, la Turchia annunciò l'intenzione di insediare 5000 lavoratori agricoli nell'isola per occupare i possedimenti rurali abbandonati dei greco-ciprioti. Ciò portò alle accuse di greci e greco-ciprioti secondo cui la Turchia stava intenzionalmente cambiando la struttura demografica di Cipro.